# Annett Davis
Annett Davis (Long Beach, 22 september 1973) is een voormalig Amerikaans beachvolleyballer. Met Jenny Johnson Jordan won ze in 1999 een zilveren medaille bij de wereldkampioenschappen en nam ze eenmaal deel aan de Olympische Spelen.

## Carrière
Davis speelde vier jaar volleybal voor de UCLA en maakte in 1997 haar professioneel beachvolleybaldebuut. Ze speelde nagenoeg haar hele carrière – tot en met 2012 – samen met Jenny Johnson Jordan. In 1997 debuteerde Davis met Jordan zowel in de binnenlandse WPVA Tour als de internationale FIVB World Tour. In eigen land namen ze deel aan drie toernooien en behaalden ze een tweede plaats in Orlando; internationaal waren ze actief op twee toernooien waar ze niet verder kwamen dan twee drie-en-dertigste plaatsen. Het daaropvolgende seizoen deden ze mee aan vier toernooien in de World Tour met een negende plaats in Salvador als beste resultaat. Daarnaast werd Davis met Barbra Fontana zevende bij het Open-toernooi van Dalian. In 1999 behaalden Davis en Jordan bij vier wedstrijden in de AVP Tour enkel podiumplaatsen; ze werden eerste in Muskegon, tweede in Clearwater en Chicago en derde in Hermosa Beach. Op mondiaal niveau noteerden ze enkel toptienklasseringen. Bij de wereldkampioenschappen in Marseille wonnen ze de zilveren medaille achter het Braziliaanse duo Shelda Bede en Adriana Behar. Bij de overige zes FIVB-toernooien haalde het tweetal driemaal het podium: eerste in Espinho, tweede in Dalian en derde in Toronto.
Het jaar daarop namen Davis en Jordan in de Amerikaanse competitie deel aan vijf toernooien waarbij ze twee overwinningen (Santa Monica en San Diego), een tweede plaats (Long Beach) en twee derde plaatsen (Oceanside en Seal Beach) behaalden. In de World Tour was het duo actief op tien reguliere toernooien waarbij ze acht topvijfklasseringen noteerden. Ze werden eenmaal eerste (Marseille), tweede (Cagliari) en derde (Rosarito), driemaal vierde (Toronto, Gstaad en Espinho) en tweemaal vijfde (Berlijn en Osaka). Bij de Olympische Spelen in Sydney eindigden ze als vijfde nadat ze in de kwartfinale werden uitgeschakeld door het Japanse duo Yukiko Takahashi en Mika Saiki. Nadat Davis in 2001 moeder was geworden, keerde ze het seizoen daarna terug in het nationale beachvolleybalcircuit. Davis en Jordan deden dat seizoen mee aan zeven wedstrijden in de AVP Tour en behaalden enkel podiumplaatsen. Het duo won in Manhattan Beach en Chicago, werd tweede in Belmar en Las Vegas en eindigde als derde in Huntington Beach, Hermosa Beach en Santa Barbara. In 2003 waren ze in eigen land actief op negen toernooien. Ze bereikten daarbij telkens de kwartfinale en haalden zeven keer het podium; ze werden eenmaal tweede (Tempe), vijfmaal derde (Fort Lauderdale, Hermosa Beach, San Diego, Huntington Beach en Las Vegas) en driemaal vijfde (Belmar, Manhattan Beach en Chicago). Op mondiaal niveau namen ze deel aan zes reguliere met een vierde (Gstaad) en vier vijfde plaatsen (Berlijn, Marseille, Klagenfurt en Los Angeles) als resultaat. Daarnaast eindigden ze bij de WK in Rio de Janeiro op plek vier, nadat ze de halve finale verloren hadden van Bede en Behar en de wedstrijd om het brons van Natalie Cook en Nicole Sanderson uit Australië.
Het daaropvolgende seizoen waren Davis en Jordan voor het laatst gezamenlijk actief in de World Tour. Ze namen er deel aan acht toernooien en behaalden daarbij drie tweede plaatsen (Shanghai, Stavanger en Marseille), een derde plaats (Klagenfurt) en een vierde plaats (Rodos). In de AVP Tour deed het duo mee aan tien toernooien waarbij ze negenmaal op het podium eindigden; in Austin, Manhattan Beach, San Diego en Chicago werden ze tweede en in Fort Lauderdale, Tempe, Belmar, Las Vegas en Santa Barbara. Daarnaast won Davis met verschillende partners het toernooi van Honolulu. In 2005 werd Davis voor de tweede keer moeder en speelde ze geen wedstrijden. Het jaar daarop namen Davis en Jordan deel aan vijftien toernooien met negen podiumplaatsen als resultaat; ze eindigden twee keer als tweede (Boulder en Mason) en zeven keer als derde (Fort Lauderdale, Tempe, Santa Barbara, Hermosa Beach, Atlanta, Birmingham en Lake Tahoe). Het seizoen erop deed het tweetal mee aan zeventien wedstrijden. Ze boekten de overwinning in Chicago en werden zesmaal derde (Tampa, Atlanta, Charleston, Seaside Heights, Manhattan Beach en Brooklyn). In 2008 speelden Davis en Jordan wederom zeventien wedstrijden in de AVP Tour. Ze behaalden twee eerste (Belmar en Santa Barbara), vijf tweede (Louisville, Atlanta, Hermosa Beach, Boulder en San Diego) en zes derde plaatsen (Dallas, Huntington Beach, Chicago, Mason, San Francisco en Manhattan Beach).
Het jaar daarop nam het duo mee aan vijftien toernooien, waarbij een tweede plaats (Manhattan Beach) en tien derde plaatsen (Panama City, San Diego, Huntington Beach, Atlanta, Ocean City, Brooklyn, Hermosa Beach, San Francisco, Muskegon en Chicago) werden behaald. Het daaropvolgende seizoen waren Davis en Jordan actief op zeven AVP-toernooien. Ze wonnen in Santa Barbara, werden tweede in Long Beach en eindigden als derde in Hermosa Beach. In 2011 organiseerde de AVP geen toernooien voor vrouwen, maar met meerdere partners deed Davis mee aan toernooien in verschillende andere Amerikaanse competities. Het jaar daarop speelde ze in Cincinnati haar laatste wedstrijd met Jordan en in 2013 was ze met verschillende spelers actief op drie nationale toernooien en met Whitney Pavlik op het FIVB-toernooi van Long Beach. Na afloop van het seizoen beëindigde Davis haar sportieve carrière.

## Palmares
Kampioenschappen
- 1999:  WK
- 2000: 5e OS
- 2003: 4e WK

FIVB World Tour
- 1999:  Toronto Open
- 1999:  Espinho Open
- 1999:  Dalian Open
- 2000:  Rosarito Open
- 2000:  Cagliari Open
- 2000:  Marseille Open
- 2004:  Shanghai Open
- 2004:  Stavanger Open
- 2004:  Grand Slam Marseille
- 2004:  Grand Slam Klagenfurt

## Persoonlijk
Haar vader Cleveland Buckner speelde als basketballer in de NBA en haar man Byron Davis is een voormalig professioneel en universiteitszwemmer.